# Jurij Andruchovyč
Jurij Ihorovyč Andruchovyč (ukrajinsky Юрій Iгорович Андрухович; * 13. března 1960, Ivano-Frankivsk, Ukrajina) je ukrajinský spisovatel, básník, překladatel, rockový hudebník a performer. Žije v rodném Ivano-Frankivsku.

## Život
Andruchovyč se narodil v Ivano-Frankivsku v ukrajinské Haliči. V roce 1983, po studiu na žurnalistické fakultě ve Lvově, narukoval do sovětské armády, v níž strávil dva roky. Krátce po vojně založil se svými přáteli Oleksandrem Irvancem a Viktorem Neborakem literární skupinu Bu-Ba-Bu (Burleska-Bordel-Bufonáda), která se proslavila básnickými pásmy kombinovanými s performancemi.
V lednu roku 2014 se internetem začalo šířit „Prohlášení Jurije Andruchovyče k evropským občanům“, které popisuje vývoj situace v Kyjevě a Ukrajině při protivládních protestech, mířených především proti prezidentu Viktoru Janukovyči.
V roce 2015 byl hostem 16. ročníku Měsíce autorského čtení. Ve stejném roce byl s autorem natočen portrét pro cyklus Ukrajinská čítanka – Ukrajina, davaj, Ukrajiny, který vznikl v koprodukci nakladatelství Větrné mlýny a tří veřejnoprávních televizí z Česka (ČT), Polska (TVP) a Slovenska (RTVS). Režisérem dílu je J. A. Pitínský.

## Díla
- Rekreace aneb Slavnosti Vzkříšeného Ducha (1992)
- Moskoviáda (1993)Jurij Andruchovyč v roce 2009
- Perverze (1996)
- Poslední teritorium (2003)
- Dvanáct obručí

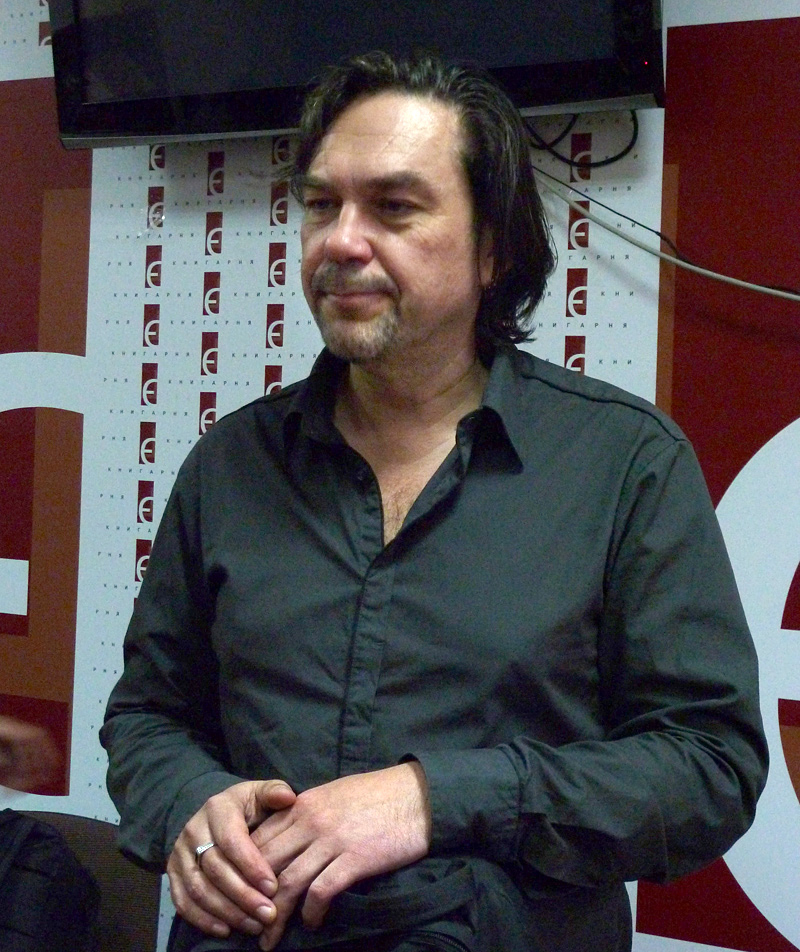
Jurij Andruchovyč v roce 2009

- Moje Evropa (2004, česky Periplum Olomouc, 2009)
- Tajemství
- Orpheus, Illegal
- Lexikon intimních měst

### České překlady
- Rekreace aneb Slavnosti Vzkříšeného Ducha. Olomouc: Burian a Tichák 2006.
- Moskoviáda. Praha: Fra 2015.

### Ocenění
V roce 2006 získal literární cenu 'Angelus' za knihu 'Dvanáct obručí'. V roce 2019 se stal laureátem Ceny Václava Buriana za kulturní přínos pro středoevropský dialog.